# Marco di Efeso
Marco di Efeso o Efesio, noto anche come Μάρκος Ευγενικός (Marco Eugenico, «il virtuoso»), (Costantinopoli, 1392 – Costantinopoli, 23 giugno 1444) è stato un vescovo ortodosso bizantino, venerato come santo dalla Chiesa ortodossa.

## Biografia

### Vita secolare
Marco nacque come «Emanuele» nel 1392 a Costantinopoli, da Giorgio (diacono e sakellarios - tesoriere - della basilica di Santa Sofia) e Maria, figlia del devoto medico Luca. Marco imparò a leggere e scrivere da suo padre, che morì quando lui e il suo fratello minore Giovanni erano ancora bambini. Maria fece proseguire l'istruzione del figlio sotto l'egida di Giovanni Cartasmeno (futuro Metropolita Ignazio di Selimbria) in retorica, Macario Makres in dogmatica e Giorgio Gemisto Pletone in filosofia.
Ereditò l'incarico che era stato di suo padre. All'età di ventiquattro anni si laureò in retorica, passando poi all'insegnamento.

### Carriera ecclesiastica
Nel 1418 entrò in monastero sull'isola di Antigoni, nel mar di Marmara, a sud della città di Calcedonia. A causa delle incursioni dei Turchi, due anni più tardi si trasferì al monastero di San Giorgio dei Mangani, dove rimase diciassette anni e in cui scrisse la maggior parte delle sue opere.
Nel 1437 fu eletto metropolita di Efeso; il suo episcopato attirò l'attenzione dell'imperatore Giovanni VIII Paleologo, che lo convocò per partecipare al Concilio di Firenze come rappresentante dei patriarcati di Antiochia e Gerusalemme.

#### Il Concilio di Firenze
Ebbe un ruolo significativo nelle sequele del Concilio di Firenze (1438 - 1445), in cui si oppose al tentativo di riconciliazione portato avanti dall'imperatore Giovanni VIII Paleologo, dal patriarca Giuseppe II di Costantinopoli e da papa Eugenio IV. La sua posizione riteneva la Chiesa di Roma scismatica ed eretica per l'apposizione del Filioque nella formulazione del Credo niceno e per le pretese di giurisdizione universale su tutta la Chiesa. Fu l'unico vescovo orientale a rifiutare di sottoscrivere i decreti del sinodo; perciò gli studiosi di entrambe le confessioni, da prospettive differenti, lo considerano in larga parte responsabile per l'effimera durata della cosiddetta «Unione di Firenze», che Marco considerò sin dall'inizio falsa e irrealizzabile.
Rifiutò l'offerta dell'imperatore di diventare Patriarca ecumenico di Costantinopoli e si rifiutò di officiare messa con il patriarca Giuseppe II, reo di aver sottoscritto la comunione con Roma. (Giuseppe II è morto il 10 giugno 1439, un mese prima della firma del documento di unione da parte di tutti i vescovi greci presenti a Firenze, eccetto lo stesso Marco, ma compresi i rappresentanti dei patriarchi di Alessandria, di Antiochia e di Gerusalemme). Come conseguenza, venne cacciato dalla corte imperiale.

### Morte
Marco morì il 23 giugno 1444, dopo un'agonia di due settimane causata da un'affezione intestinale. Sul letto di morte, Marco avrebbe implorato Giorgio Scolario, già suo allievo e futuro patriarca, di non abbassare la guardia contro la Chiesa latina, a salvaguardia dell'ortodossia. Secondo suo fratello Giovanni, le sue ultime parole sarebbero state «Gesù Cristo, Figlio del Dio vivente, nelle Tue mani consegno il mio spirito».

## Culto
Fu seppellito nel monastero dei Mangani a Costantinopoli.
La famiglia celebrava ogni anniversario della sua morte con un elogio consistente in un servizio (akolouthia) e un sinassario con una breve biografia, scritta da suo fratello.
Il suo discepolo, il futuro Patriarca di Costantinopoli Gennadio II Scolario, si adoperò per diffondere la venerazione di Marco nella Chiesa.
Nel 1734 il patriarca Serafino I presiedé il Santo Sinodo che lo glorificò e aggiunse sei servizi ai due precedenti.
Per questa sua battaglia contro l'eresia occidentale, è chiamato dai fedeli Pilastro dell'Ortodossia, insieme ad altre due figure polemiche come Fozio e Gregorio Palamas.
Nel calendario ortodosso viene festeggiato il 19 gennaio, il giorno in cui le sue reliquie furono traslate al Monastero di Lazzaro in Galata.

### Leggenda
È pervenuta la testimonianza di un miracolo postumo che sarebbe stato operato dal santo.

La sorella del tale Demetrios Zourbaios era moribonda, dichiarata incurabile dai medici. Dopo un coma di tre giorni, la ragazza si sarebbe svegliata, inzuppata d'acqua. Interrogata in merito, avrebbe riferito che un vescovo l'aveva accompagnata a una fontana, l'aveva lavata e le aveva detto «Ora torna, non sei più malata»; gli avrebbe domandato della sua identità e le sarebbe stato risposto «Sono il Metropolita di Efeso, Marco Eugenico». Dopo la guarigione, la donna avrebbe realizzato un'icona di san Marco e avrebbe vissuto altri quindici anni in devozione.